# Sławomir Cenckiewicz

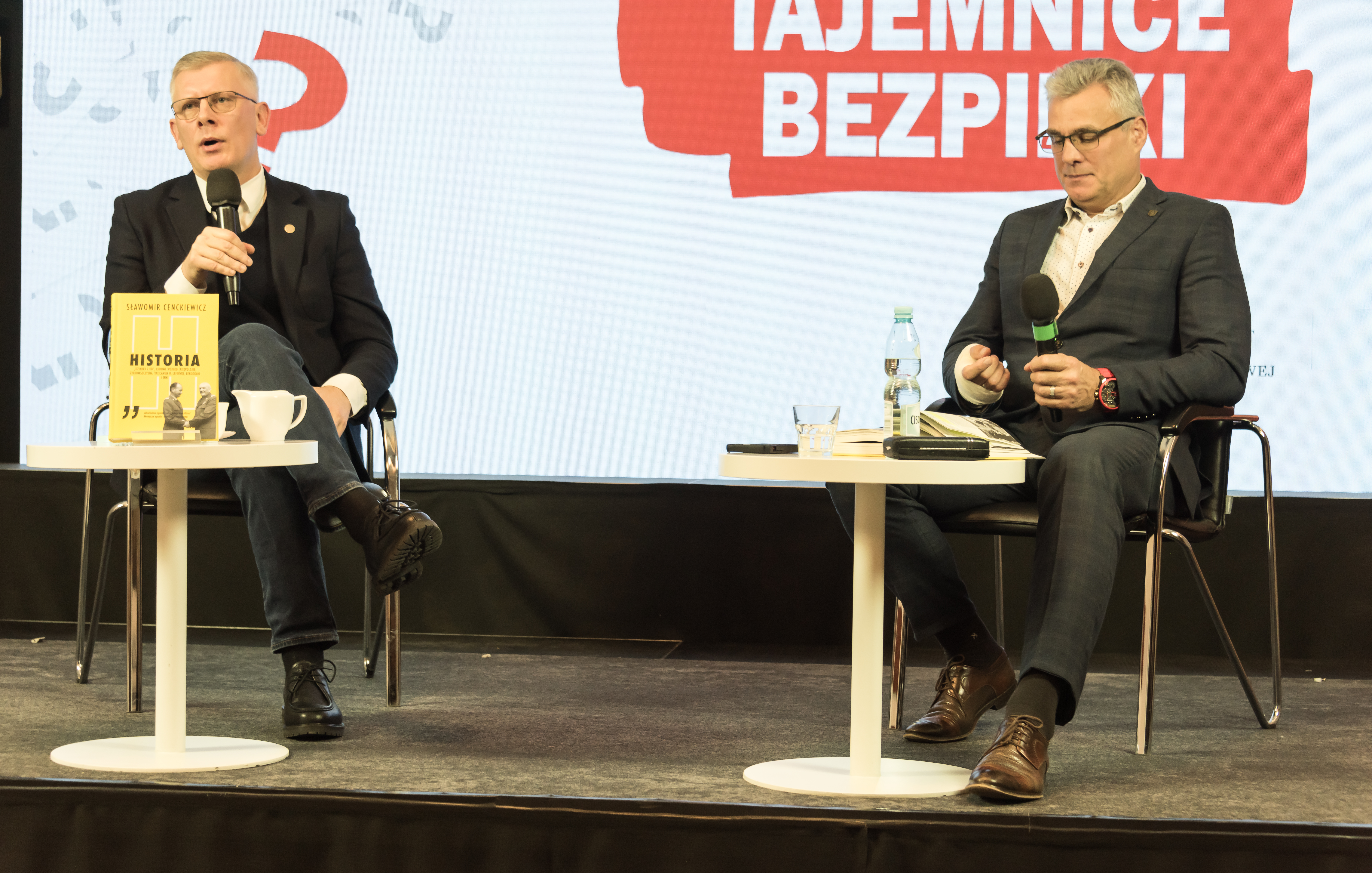
Sławomir Cenckiewicz w rozmowie z Piotrem Woyciechowskim w Centrum Edukacyjnym Instytutu Pamięci Narodowej Przystanek Historia w Warszawie (2023)

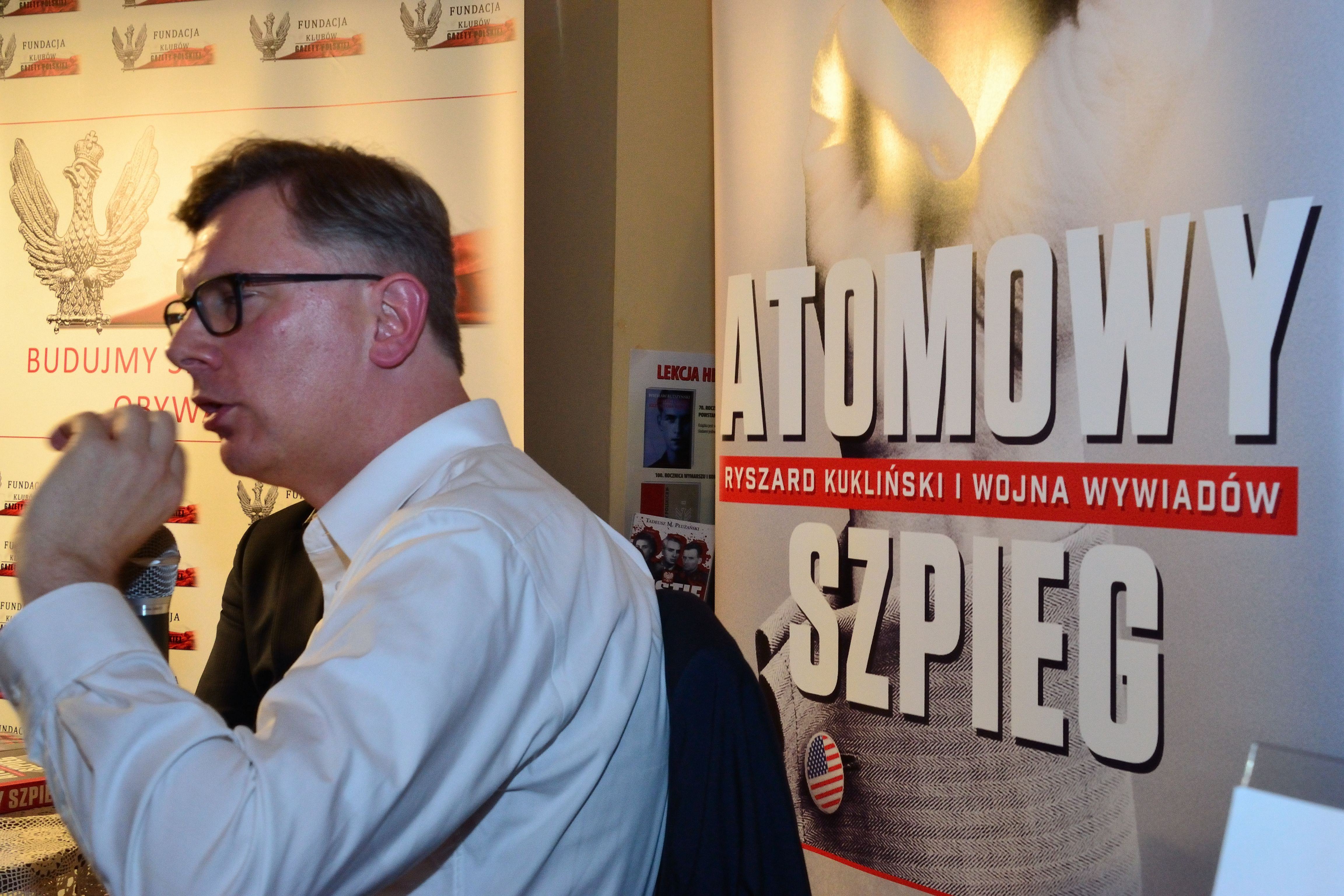
Sławomir Cenckiewicz na spotkaniu w Krakowie (2014)

Sławomir Ryszard Cenckiewiczⓘ (ur. 20 lipca 1971 w Gdyni) – polski historyk czasów najnowszych, doktor habilitowany nauk humanistycznych, publicysta, dyrektor Wojskowego Biura Historycznego (2016–2023), członek Kolegium Instytutu Pamięci Narodowej (2016–2021), szef Biura Bezpieczeństwa Narodowego (od 2025). 

## Życiorys

### Wykształcenie
Absolwent Wydziału Historycznego Uniwersytetu Gdańskiego z 1997. Pod kierunkiem prof. Romana Wapińskiego obronił pracę magisterską pt. „Geneza opozycji lewicowo-liberalnej w PRL (1956–1968)”, która otrzymała wyróżnienie Rektora Uniwersytetu Gdańskiego. Od 1987 był członkiem Federacji Młodzieży Walczącej. W 2003 doktoryzował się w Instytucie Historii Uniwersytetu Gdańskiego na podstawie pracy doktorskiej pt. „Tadeusz Katelbach (1897–1977). Biografia polityczna” (promotorem był ponownie prof. Roman Wapiński). 7 listopada 2011 został doktorem habilitowanym, stopień nadał mu Wydział Nauk Historycznych i Społecznych Uniwersytetu Kardynała Stefana Wyszyńskiego w Warszawie, zaś za rozprawę habilitacyjną posłużyła publikacja książkowa Sławomira Cenckiewicza pt. Anna Solidarność. Życie i działalność Anny Walentynowicz na tle epoki (1929–2010), wydana w 2010 i stanowiąca biografię Anny Walentynowicz.

### Praca
W ramach działalności naukowej zajmuje się badaniami historii służb specjalnych państwa polskiego od 1944 roku do dziś, ich wpływu na społeczeństwo, gospodarkę i na państwo polskie po 1944 roku. Zajmuje się także historią najnowszą Polaków poza Polską – polską emigracją polityczną, Polonią w USA, historią opozycji antykomunistycznej w okresie Polski Ludowej.
W latach 90 XX w. był redaktorem naczelnym dwumiesięcznika „Zawsze wierni” wydawanego przez tradycjonalistyczne Bractwo Świętego Piusa X. W latach 2003–2005 był sekretarzem redakcji rocznika naukowego „Niepodległość” (Warszawa). Członek redakcji kwartalnika naukowego IPN „Aparat Represji w Polsce Ludowej 1944–1989” (Rzeszów). Od 1999 członek Rady Porozumiewawczej Badań nad Polonią.
Dwukrotny stypendysta Polonia Aid Foundation Trust w Londynie (2000 i 2004). W 2000 otrzymał grant Fundacji Kościuszkowskiej w Nowym Jorku. Od 2005 do 2007 był stypendystą Free Speech Foundation w Chicago.
Od 2001 do 2006 pracownik Oddziałowego Biura Edukacji Publicznej Instytutu Pamięci Narodowej w Gdańsku (stanowisko: starszy specjalista). W latach 2003–2005 adiunkt w Instytucie Historii Uniwersytetu Gdańskiego. Od lipca do listopada 2006 był zatrudniony w Biurze Udostępniania i Archiwizacji Dokumentów Instytutu Pamięci Narodowej w Warszawie (stanowisko: kierownik sekcji Edycji Źródeł i Informacji Naukowej). Od lutego 2007 do września 2008 zajmował stanowisko naczelnika w Oddziałowym Biurze Edukacji Publicznej Instytutu Pamięci Narodowej w Gdańsku. Ze stanowiska odszedł po publikacji monografii SB a Lech Wałęsa. Przyczynek do biografii napisanej wspólnie z Piotrem Gontarczykiem. Przez 5 lat pozostawał bez pracy.
Decyzją z 22 lipca 2006 ministra obrony narodowej Radosław Sikorski powołał go na stanowisko przewodniczącego Komisji ds. Likwidacji Wojskowych Służb Informacyjnych, które Cenckiewicz zajmował do 30 października 2006. Miał udział w stworzeniu Raportu o niezgodnych z prawem działaniach WSI w okresie ich istnienia. Wówczas pracował jako doradca wiceministra obrony narodowej Antoniego Macierewicza – Pełnomocnika ds. organizacji Służby Kontrwywiadu Wojskowego, przy likwidacji Wojskowych Służb Informacyjnych.
Od grudnia 2006 do stycznia 2008 na mocy powołania przez Ministerstwo Skarbu był członkiem rady nadzorczej państwowego przedsiębiorstwa Operator Logistyczny Paliw Płynnych Sp. z o.o. (wcześniej: Naftobaza), należącego do Nafty Polskiej – spółki skarbu państwa.
Jest autorem ponad 200 publikacji naukowych, popularnonaukowych i źródłowych. Publikował m.in. na łamach pism i periodyków „Arcana”, „Niepodległość” (Nowy Jork-Londyn-Warszawa), „Biuletyn IPN”, „Pamięć i Sprawiedliwość” (Warszawa), „Dzieje Najnowsze” (Warszawa), „Orzeł Biały” (Londyn), „Wprost” i „Tygodnik Solidarność”, „Rzeczpospolita”, „Christianitas” i „Gazeta Wyborcza”. Publikował w miesięczniku „Uważam Rze” i do stycznia 2013 w jego tematycznym miesięczniku „Uważam Rze Historia”, a potem został redaktorem i publicystą mesięcznika „Historia Do Rzeczy”. W kwietniu wydano jego artykuł w czeskim czasopiśmie „Securitas Imperii”.
17 czerwca 2013 miała miejsce premiera książki Lech Kaczyński. Biografia polityczna 1949–2005, napisanej wraz z grupą badawczą i stanowiącej pierwszą część biografii Lecha Kaczyńskiego. We wrześniu 2013 roku ukazała się jego trzecia publikacja dotycząca Lecha Wałęsy pt. Wałęsa. Człowiek z teczki. 22 września 2014 tygodnik „Do Rzeczy” opublikował artykuł Sławomira Cenckiewicza i Piotra Woyciechowskiego Tajemnica „Tamizy” – jak prof. Kieżun współpracował z bezpieką, w którym przedstawiono dokumenty świadczące o współpracy Witolda Kieżuna ze służbami specjalnymi PRL.
W 2009 rozpoczął prowadzenie zajęć z zakresu służb specjalnych PRL na podyplomowym Studium Socjologii Bezpieczeństwa Wewnętrznego na Uniwersytecie Mikołaja Kopernika w Toruniu, zaś w 2013 został profesorem uczelnianym i nauczycielem akademickim historii w Wyższej Szkole Kultury Społecznej i Medialnej w Toruniu.
4 stycznia 2016 został powołany przez ministra obrony narodowej Antoniego Macierewicza na stanowisko Pełnomocnika Ministra Obrony Narodowej ds. Reformy Archiwów Wojskowych oraz na pełniącego obowiązki dyrektora Centralnego Archiwum Wojskowego. 4 czerwca 2016 został dyrektorem Wojskowego Biura Historycznego im. Gen. K. Sosnkowskiego. W czerwcu tego samego roku został powołany przez Sejm RP w skład Kolegium Instytutu Pamięci Narodowej.
Od stycznia 2013 do sierpnia 2020 publikował felietony i artykuły w tygodniku „Do Rzeczy”. Od 7 lutego 2018 do lipca 2024 członek Rady przy Muzeum II Wojny Światowej w Gdańsku. Od 1 marca 2018 zatrudniony w  Akademii Sztuki Wojennej, w której od 1 października 2022 pełni funkcję kierownika Katedry Służb Specjalnych. 3 stycznia 2022 został doradcą prezesa IPN Karola Nawrockiego ds. naukowych, w związku z czym złożył rezygnację z członkostwa w Kolegium IPN. W 2022 został pracownikiem Biura Archiwum i Zarządzania Informacją Ministerstwa Spraw Zagranicznych. Wszedł w skład rady programowej Fundacji im. Janusza Kurtyki.
W sierpniu 2023 z rekomendacji posłów Prawa i Sprawiedliwości został powołany przez Sejm w skład Państwowej Komisji do spraw badania wpływów rosyjskich na bezpieczeństwo wewnętrzne Rzeczypospolitej Polskiej w latach 2007–2022. We wrześniu tego samego roku został wybrany na przewodniczącego tej komisji. 29 listopada 2023 Sejm odwołał go z tej funkcji. W grudniu tego samego roku zakończył pełnienie funkcji dyrektora Wojskowego Biura Historycznego.
W latach 2018–2024 był członkiem rady Muzeum Wojska Polskiego. 22 lutego 2024 wraz z profesorem Wiesławem Wysockim zrezygnował z zasiadania w tej radzie. Decyzja ta była wyrazem sprzeciwu wobec powołania na stanowisko dyrektora tej instytucji generała Bogusława Packa.
W maju 2025 Wydział ds. Wojskowych Prokuratury Okręgowej w Warszawie postawił mu zarzuty w związku z pomocnictwem w ujawnieniu fragmentów Planu Użycia Sił Zbrojnych Rzeczypospolitej Polskiej, którego miał dopuścić się jako Dyrektor Wojskowego Biura Historycznego.
W maju 2025, prawomocnym wyrokiem Sądu Apelacyjnego w Warszawie, wygrał proces o naruszenie dóbr osobistych, który wytoczył Lechowi Wałęsie w związku z rozpowszechnianiem przez niego oskarżeń, jakoby Sławomir Cenckiewicz miał dokonać fałszerstwa dokumentów dotyczących tajnego współpracownika SB o pseudonimie Bolek. Sąd nakazał Lechowi Wałęsie przeproszenie Sławomira Cenckiewicza oraz wpłatę 30 tys. zł na cel społeczny.
W lipcu 2025 Karol Nawrocki zapowiedział powołanie Sławomira Cenckiewicza na szefa Biura Bezpieczeństwa Narodowego. 7 sierpnia tego samego roku został powołany na to stanowisko.

## Kontrowersje
Ustawa będąca podstawą działania komisji do spraw badania wpływów rosyjskich na bezpieczeństwo wewnętrzne Rzeczypospolitej Polskiej w latach 2007–2022, której Cenckiewicz przewodniczył, została uchwalona przez Sejm 14 kwietnia 2023. Ustawa ta, ze względu na możliwość zakazania przez komisję pełnienia funkcji publicznych, została nazwana przez część mediów i publicystów „lex anty-Tusk” lub „lex dopaść Tuska”, gdyż w ocenie tych środowisk jej rzeczywistym celem miałoby być wyeliminowanie z życia politycznego przewodniczącego Platformy Obywatelskiej i  premiera Donalda Tuska. Środowiska związane z rządem próbowały bronić ustawy, nazywając ją „lex anty-Putin”. Charakter ustawy został skrytykowany przez część środowisk prawniczych twierdzących, że jest on niezgodny z konstytucją.
Pojawiły się zarzuty medialne świadczące o tym, iż współtworząc cykl reportaży TVP Reset, mający przedstawiać politykę międzynarodową oraz relacje Polski z krajami NATO oraz Rosją, Cenckiewicz wykorzystał materiały MSZ, do którym miał dostęp jako pracownik Archiwum tej instytucji. Sama produkcja spotkała się ze skrajnymi opiniami: słowami poparcia mediów prawicowych ale też zdaniami, że przygotowana przez zależną od partii rządzącej Telewizję Polską, była sterowanym politycznie atakiem na poszczególnych polityków opozycji w Polsce w latach 2015–2023, takich jak Donald Tusk czy Radosław Sikorski.
W dniu sejmowego głosowania nad odwołaniem członków komisji lex anty-Tusk, gremium to wygłosiło rekomendację, iż m.in. Donald Tusk nie powinien, zdaniem komisji, pełnić funkcji publicznych odpowiadających za bezpieczeństwo państwa. W odpowiedzi Tusk stwierdził, że nie jest zaskoczony stanowiskiem komisji, gdyż sprawa ta "cuchnie politycznie".

## Życie prywatne
Syn Ryszarda i Janiny z domu Kubiak. Wnuk Mieczysława Cenckiewicza (przed II wojną światową działacza organizacji młodzieżowej KPP, po 1945 funkcjonariusza MBP i SB MSW). Wychowywał się w dzielnicy Zaspa w Gdańsku. Jest związany z duszpasterstwem Bractwa św. Piusa X.

## Publikacje
- (redakcja) Tadeusz Katelbach, Spowiedź pokolenia, przejrzał, poprawił i posłowiem opatrzył Sławomir Cenckiewicz, Gdańsk: Towarzystwo Przyjaciół Wilna i Grodna „Osobita” 2001.
- Oczami bezpieki: szkice i materiały z dziejów aparatu bezpieczeństwa PRL, Kraków: Wydawnictwo Arcana, 2004, ISBN 83-89243-76-8, wyd. 5 – Łomianki: Wydawnictwo LTW 2012.
- (redakcja) Polska emigracja polityczna: informator, wstęp Sławomir Cenckiewicz, Warszawa: Oficyna Wydawnicza „Adiutor” 2004.
- Tadeusz Katelbach (1897–1977): biografia polityczna, Warszawa: Wydawnictwo LTW, 2005, ISBN 83-88736-59-0.
- (wstęp) Tadeusz Katelbach, Rok złych wróżb (1943), wstęp Sławomir Cenckiewicz, red. Tomasz Boczyński, Dziekanów Leśny: Wydawnictwo LTW 2005, ISBN 83-88736-60-4.
- (redakcja) Wacław Jędrzejewicz, Polonia amerykańska w polityce polskiej: historia Komitetu Narodowego Amerykanów Polskiego Pochodzenia, wstęp i oprac. Sławomir Cenckiewicz, Łomianki: Wydawnictwo LTW 2006.
- Sławomir Cenckiewicz, Piotr Gontarczyk: SB a Lech Wałęsa. Przyczynek do biografii. Gdańsk: Instytut Pamięci Narodowej--Komisja Ścigania Zbrodni przeciwko Narodowi Polskiemu, 2008. ISBN 978-83-60464-74-8. OCLC 244300822. (pol.). Brak numerów stron w książce
- Sprawa Lecha Wałęsy, Poznań: Wydawnictwo Zysk i S-ka 2008, ISBN 978-83-7506-242-7.
- (redakcja) Operacja „Zorza II”: Służba Bezpieczeństwa i Komitet Wojewódzki PZPR wobec wizyty Jana Pawła II w Trójmieście (czerwiec 1987), red. Sławomir Cenckiewicz, Marzena Kruk, Warszawa – Gdańsk: Instytut Pamięci Narodowej 2008.
- Śladami bezpieki i partii. Rozprawy – Źródła – Publicystyka, Łomianki: Wydawnictwo LTW, 2009, ISBN 978-83-7565-060-0.
- Gdański Grudzień '70, Gdańsk-Warszawa: Instytut Pamięci Narodowej 2009, ISBN 978-83-7629-054-6[52]
- (wstęp) Kryptonim „Klan”: Służba Bezpieczeństwa wobec NSZZ „Solidarność” w Gdańsku, t. 1: Wrzesień 1980 – wrzesień 1981, oprac. Marzena Kruk, Warszawa – Gdańsk: Instytut Pamięci Narodowej 2010.
- Anna Solidarność. Życie i działalność Anny Walentynowicz na tle epoki (1929–2010), Poznań: Wydawnictwo Zysk i S-ka, 2010, ISBN 978-83-7506-507-7.
  - wydanie japońskie: Anna-no Pōrando „Rentai”. Uragiri-to shinjitsu (pis. oryg. アンナのポーランド「連帯」: 裏切りと真実), Tokio: Dōjidaisha, 2012, ISBN 978-4-88683-711-0[53]
  - wydanie czeskie: Anna Solidarita: život a dílo Anny Walentynowiczové na pozadí doby (1929–2010), z pol. orig. přel. David Zelinka, Praha: Volvox Globator: Ústav pro studium totalitních režimů 2016.
- Długie ramię Moskwy. Wywiad wojskowy Polski Ludowej 1943–1991, Wydawnictwo Zysk i S-ka, Poznań 2011, ISBN 978-83-7506-875-7.
- (wstęp) Krzysztof Wyszkowski, Głową w mur. Publicystyka polityczna, Łomianki: LTW 2012, ISBN 978-83-7565-242-0.
- (posłowie) Paweł Wieczorkiewicz, Łańcuch historii: studia i publicystyka, Łomianki: LTW 2012, ISBN 978-83-7565-256-7.
- Lech Kaczyński. Biografia polityczna 1949–2005, Wydawnictwo Zysk i S-ka, Poznań 2013, ISBN 978-83-7785-229-3 (pozostali autorzy: Anna Piekarska, Adam Chmielecki i Janusz Kowalski).
- Wałęsa. Człowiek z teczki, Wydawnictwo Zysk i S-ka, Poznań 2013, ISBN 978-83-7785-356-6.
- Atomowy szpieg. Ryszard Kukliński i wojna wywiadów, Wydawnictwo Zysk i S-ka, Poznań 2014, ISBN 978-83-7785-477-8.
- Stanisława Kuszelewska, Kobiety; Dziwy życia, oprac. Sławomir Cenckiewicz, Poznań: Zysk i S-ka Wydawnictwo 2014, ISBN 978-83-7785-508-9.
- Konfidenci, Editions Spotkania, Warszawa 2015 (wspólnie z Witoldem Bagieńskim i Piotrem Woyciechowskim)[54], ISBN 978-83-7965-104-7.
- Prezydent. Lech Kaczyński 2005–2010, Wydawnictwo Fronda, Warszawa 2016 (wspólnie z Adamem Chmieleckim), ISBN 978-83-8079-049-0.
- Pułkownik Ignacy Matuszewski, Warszawa: IPN – Wojskowe Biuro Historyczne im. gen broni Kazimierza Sosnkowskiego 2017.
- Anna Walentynowicz (1929–2010) (współautor: Adam Chmielecki), Warszawa: Instytut Pamięci Narodowej 2017, ISBN 978-83-8098-235-2.
- Czerwona zaraza = Red plague (współautorzy: Adam Chmielecki, Krzysztof Jasiewicz, Maciej Rosalak, Jan Różdżyński, Piotr Semka, Piotr Włoczyk, Grzegorz Wołk, Piotr Zychowicz), Warszawa, Orle Pióro 2017 ISBN 978-83-938158-7-6.
- Geneza Ludowego wojska Polskiego 1943–1945, Warszawa: Akademia Sztuki Wojennej 2017, ISBN 978-83-949074-0-2.
- (wstęp) Tadeusz Katelbach, O zjednoczenie i legalizm: ostatni akt życia publicznego Kazimierza Sosnkowskiego, prolog S. Cenckiewicz, oprac. Jerzy Kirszak, Warszawa: LTW-WBH 2017, ISBN 978-83-7565-518-6.
- (współautor: Dominik Smyrgała), Tomasz Piątek i jego kłamstwa, Warszawa: Wojskowy Instytut Wydawniczy 2017 
  - wersja angielska Tomasz Piątek and his lies, Wojskowy Instytut Wydawniczy, Warszawa 2017
- Ignacy Matuszewski, Pisma wybrane, t. 1: 1912–1942, wybór, wprowadzenie i opracowanie Sławomir Cenckiewicz, Warszawa: IPN, LTW, WBH 2019, ISBN 978-83-8098-671-8.
- Ignacy Matuszewski, Pisma wybrane, t. 2: 1943–1946, Wybór i opracowanie Sławomir Cenckiewicz, Warszawa: IPN, LTW, WBH 2019, ISBN 978-83-8098-672-5.
- Władysław Studnicki, Polska za linią Curzona, oprac. Sławomir Cenckiewicz, posłowie Piotr Zychowicz, Warszawa: Wydawnictwo Nowej Konfederacji 2021.
- Gdański Grudzień 70. Rekonstrukcja – dokumentacja – walka z pamięcią, wyd. 2, Gdańsk -; Warszawa: Instytut Pamięci Narodowej 2021.
- Agentura. Wałęsa, Skubiszewski, Kieżun, Hermaszewski, Rotfeld i inni. Dziekanów Leśny, LTW, 2022, ISBN 978-83-7565-796-8.
- Transformacja. Mazowiecki, Magdalenka, Czempiński, Petelicki, WSI, Komorowski, „Afera marszałkowska”, Tusk. Dziekanów Leśny, LTW, 2022, ISBN 978-83-7565-782-1.
- Historia. „Dziadek z UB”, Ludowe Wojsko (nie)Polskie, Zychowszczyzna, Vaticanum II, Lefebvre, Bergoglio i inni.  Dziekanów Leśny, LTW, 2023, ISBN 978-83-7565-823-1[55].
- (Współautor: Michał Rachoń), Zgoda. Rząd i służby Tuska w objęciach Putina, Transatlantic Foundation, Warszawa 2024, ISBN 978-83-972668-0-3[56].

## Filmografia
Odpowiadał za opracowanie historyczne przy produkcji filmu dokumentalnego pt. Konfrontacja (2005). Udzielał się jako konsultant przy audycjach telewizyjnych, m.in. cyklu Errata do biografii emitowanego w latach 2007–2010 w kanale TVP Historia. Ponadto udzielał wypowiedzi w filmach dokumentalnych.
- 2008: TW „Bolek”, wypowiedzi autorskie
- 2009: Towarzysz generał, wypowiedzi autorskie[57]
- 2010: New Poland, wypowiedzi autorskie
- 2011: Towarzysz generał idzie na wojnę, wypowiedzi autorskie
- 2011: Lider, wypowiedzi autorskie
- 2012: Transformacja, wypowiedzi autorskie
- 2013: Niosła go Polska, wypowiedzi autorskie[58]
- 2013: W imię syna – historia zza żelaznej kurtyny
- 2014: Pachołki Rosji, wypowiedzi autorskie[59]
- 2023: Reset, serial dokumentalny (reżyseria wspólnie z Michałem Rachoniem)[60]

## Odznaczenia, wyróżnienia, nagrody
Odznaczenia
- 2007: Prezydent RP Lech Kaczyński odznaczył Sławomira Cenckiewicza Srebrnym Krzyżem Zasługi „za wzorowe, wyjątkowo sumienne wykonywanie obowiązków wynikających z pracy zawodowej”[1][61].

Nagrody i wyróżnienia
- 2005: Wyróżnienie w ramach Nagrody Literackiej im. Józefa Mackiewicza (za Oczami bezpieki...)[62].
- 2005: Wyróżnienie w Konkursie Literackim im. Brutusa (za Oczami bezpieki...).
- 2006: Nagroda im. Jerzego Łojka (za Tadeusz Katelbach...)[63][64].
- 2006: Wyróżnienie „za wybitne osiągnięcia w badaniach nad Polonią w latach 2003–2006” przez Stowarzyszenie Naukowe „Polska w Świecie”
- 2006: Nagroda Prezesa IPN przyznana przez dr hab. Janusza Kurtykę „wzorowe wykonywanie powierzonych obowiązków w zakresie pracy naukowej”[1].
- 2009: „Człowiek Roku 2008”, tytuł przyznany przez tygodnik „Gazeta Polska” (za SB a Lech Wałęsa. Przyczynek do biografii, razem z nim wyróżnienie otrzymał współautor publikacji Piotr Gontarczyk)[65].
- 2009: Wyróżnienie w ramach Nagrody Literackiej im. Józefa Mackiewicza (za Sprawa Lecha Wałęsy)[66].
- 2010: Wyróżnienie przyznane przez Klub Jagielloński im. Św. Kazimierza dla historyków zajmujących się dziejami najnowszymi w ostatnim 20-leciu[67].
- 2013: Nagroda im. Jacka Maziarskiego[68][69].
- 2015: Nagroda Czarneckiego za rok 2015, przyznana przez patrona nagrody Ryszarda Czarneckiego[70].
- 2017: Nagroda Grzegorza I Wielkiego za rok 2016, przyznana przez czasopismo „Niezależna Gazeta Polska – Nowe Państwo”[71][72]
- 2023: Nagroda Klubów „Gazety Polskiej” za rok 2023 (wspólnie z M. Rachoniem, Za stworzenie serialu Reset)[73]

Konkursy
- 2010: Nagroda w głosowaniu czytelników w 3. edycji konkursu „Książka Historyczna Roku” w ramach Nagrody im. Oskara Haleckiego w kategorii Najlepsza książka naukowa poświęcona dziejom Polski i Polaków w XX wieku (za książkę Anna Solidarność...)[74].
- 2012: Nagroda w głosowaniu czytelników w 5. edycji konkursu „Książka Historyczna Roku” w ramach Nagrody im. Oskara Haleckiego w kategorii Najlepsza książka naukowa poświęcona dziejom Polski i Polaków w XX wieku (za Długie ramię Moskwy...)[75][76].
- 2013: Nagroda w głosowaniu czytelników w 6. edycji konkursu „Książka Historyczna Roku” w ramach Nagrody im. Oskara Haleckiego w kategorii Najlepsza książka naukowa poświęcona dziejom Polski i Polaków w XX wieku (za Lech Kaczyński...)[77].